# Тютюневи складове на улици „Мегас Александрос“ и „Аверов“
Тютюневите складове на улици „Мегас Александрос“ и „Аверов“ (на гръцки: Καπναποθήκη) е емблематична индустриална сграда в македонския град Кавала, Гърция.
Сградата е построена в 1885 година. Представлява триетажен комплекс със затворено оформление около вътрешен двор, който осигурява добра вентилация и осветление през около 54 отвора в основните фасади и 17 на етажа във вътрешния двор. Достъпът до улица „Мегас Александрос“ е през две големи галерии. Носещата зидария е дебела около 70 сантиметра и е главно от суров камък. Разположена е веднага източно от емблематичната Общински тютюневи складове и се използва за търговски център. В 2006 година, заради архитектурната си стойност и историческата си стойност като свидетелство за просперитета и упадъка на града, сградата е обявена за паметник на културата.
В сградата е настанен Кавалският търговски център (Εμπορικό Κέντρο Καβάλας).